# جامباس

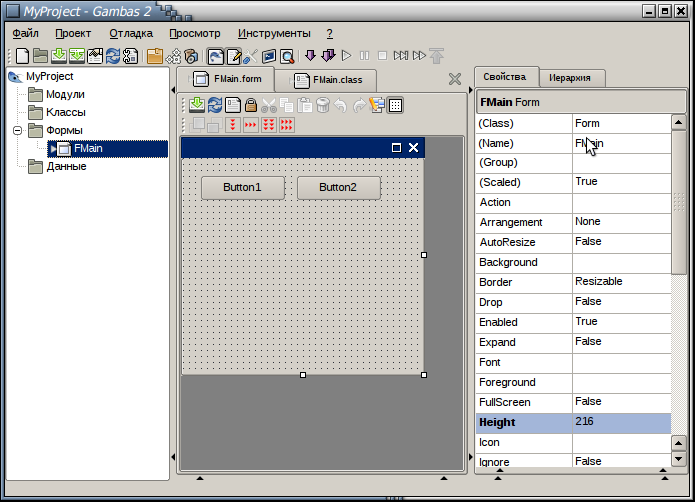
لقطة لبيئة التطوير لجامباس

جامباس هي لغة برمجة للحاسوب من عائلة اللغات المبنية على لغة بيسك القديمة، وهي بيئة تطوير حرة ومفتوحة المصدر، تحمل أوجه شبه للغة فيجوال بيسك ، وهي تعمل على بيئة نظام لينكس.
رغم قلة انتشار البرمجة باللغات المبنية على لغة بيسك في بيئة لينكس، إلا أن جامباس تعتبر واحدة من أشهر هذه اللغات، وهي موجهة لمبرمجي فيجوال بيسك الذين قرروا الانتقال للبرمجة على نظام لينكس.

## المزايا
تمكن جامباس المطورين من القيام بالمهام التالية:
- استخدام قواعد البيانات مثل ماي إس كيو إل أو بوستجري إس كيو إل.
- بناء تطبيقات لواجهة كيدي بمكتبة QT أو لواجهة جنوم بمكتبة جتك+.
- تحويل برامج فيجوال بيسك للعمل على لينكس بتعديلات طفيفة.
- بناء حلول برمجية للشبكات.
- إنشاء تطبيقات ويب باستخدام CGI.

توفر جامباس لغة برمجة كائنية التوجه بالإضافة إلى بيئة تطوير متكاملة تعمل بواجهة رسومية سهلة وتم تصميمها بلغة جامباس ذاتها، يمكن بواسطتها تطوير تطبيقات رسومية باستخدام مكتبة البرمجة الرسومية QT أو جتك+ ، وهي تدعم اللغة العربية، كما تحتوي على أداة رسومية لتصميم نماذج ونوافذ البرامج الرسومية.

## الاختلافات مع فيجوال بيسك
تختلف جامباس مع فيجوال بيسك في بعض النقاط الهامة، على سبيل المثال في لغة فيجوال بيسك يمكن أن يبدأ دليل المصفوفة بالرقم 0 أو 1 بينما في جامباس فإنه دائما ما يبدأ بالرقم 0.

## تطوير جامباس
أنشئت جامباس بواسطة المطور الفرنسي Benoît Minisini عام 1999 وهي حرة ومفتوحة المصدر متاحة تحت ترخيص رخصة جنو العمومية وآخر الإصدارات المتاحة هي 2.23.1 بتاريخ 27 مايو 2011.
يجري أيضا تطوير سلسلة الإصدارات الثالثة والتي من المنتظر أن تحتوي على ميزات جديدة مثل دعم الإصدار الرابع من مكتبة البرمجة الرسومية QT.

## دعم اللغة العربية
تدعم جامباس استخدام اللغة العربية في واجهات البرامج، كما تدعم ترميز يونيكود ، وكذلك يصدر تعريب لواجهة بيئة التطوير المتكاملة، كما تم ترجمة الموقع الرسمي لها إلى العربية.

## وصلات خارجية
- جامباس على موقع Open Hub (الإنجليزية)
- جامباس على موقع SourceForge (الإنجليزية)
- الموقع العربي
- الموقع الرئيسي
- الاختلافات عن فيجوال بيسك
- وثائق المساعدة والشرح